# Stellaria elatinoides
Stellaria elatinoides (лат.) — вымерший вид травянистых растений рода Звездчатка (Stellaria) семейства Гвоздичные (Caryophyllaceae). Эндемик Новой Зеландии.
Впервые была описана Джозефом Долтоном Гукером в 1852 году.

## Ботаническое описание
Однолетнее травянистое растение, растущее пучками, высотой 15—40 мм. Стебли голые. Листья тёмно-зелёные, сизоватые, клиновидные, длиной 3—5 мм. Черешки короткие, 1—2 мм.
Цветки одиночные. Плодоножки тонкие, прямые, 3—10 мм. Прицветники листовидные. Чашелистики ланцетные либо яйцевидно-ланцетные, 2—3 мм, с жилкой. Лепестки отсутствуют.
Тычинок 5—10. Плод — яйцевидная или шаровидная коробочка. Семена красно-бурые, длиной 0,6—0,7 мм, с большими округлыми на поверхности бугорками. Цветет и плодоносит в октябре — ноябре. 

## Ареал
Произрастал по берегам рек и озер. Являлся эндемичным видом Новой Зеландии. На Северном острове известен из коллекций, собранных в южной части региона Хокс-Бей.
На Южном острове растение встречалось в Кентербери (округ Ашбертон), около города Куроу и в центральном Отаго.

## Охранный статус
Последний раз вид видели в 1940-х годах, больше он не встречался. Лимитирующими факторами исчезновения были названы изменение мест обитания и вытеснения вида сорными растениями. Никакие меры по сохранению растения предприняты не были.